# 雅雷地区拉图尔
雅雷地区拉图尔（法語：La Tour-en-Jarez，法語發音：[la tuʁ ɑ̃ ʒaʁɛ]）是法国卢瓦尔省的一个市镇，属于圣艾蒂安区，是圣艾蒂安城市圈的一部分，位于圣艾蒂安市区北部。

## 地理
雅雷地区拉图尔（45°29'7"N, 4°23'19"E）面积5.05 平方千米，位于法国奥弗涅-罗讷-阿尔卑斯大区卢瓦尔省，该省份为法国中南部省份，北起顺时针与索恩-卢瓦尔省、罗讷省、伊泽尔省、阿尔代什省、上盧瓦爾省、多姆山省和阿列省接壤。
与雅雷地区拉图尔接壤的市镇（或旧市镇、城区）包括：圣埃昂、莱特拉、圣艾蒂安、雅雷地区圣普列斯特、索尔比耶、拉塔洛迪耶尔。

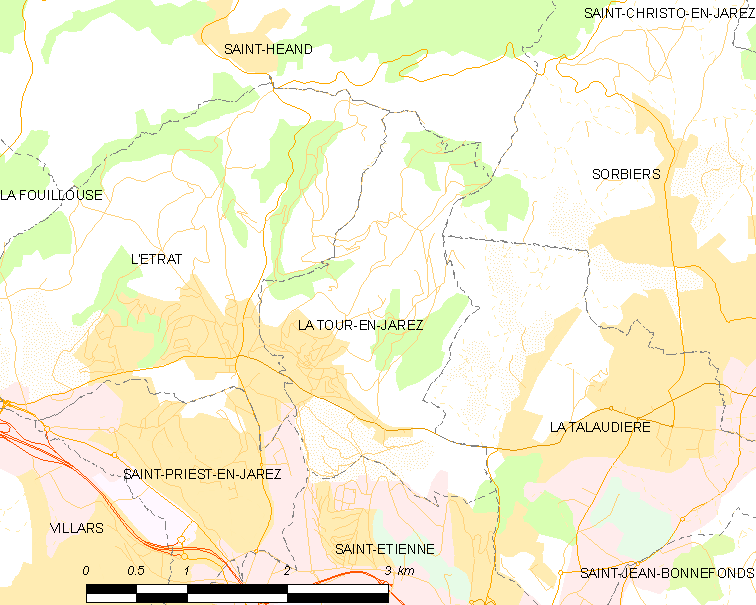
雅雷地区拉图尔的OSM定位图

雅雷地区拉图尔的时区为UTC+01:00、UTC+02:00（夏令时）。

## 行政
雅雷地区拉图尔的邮政编码为42580，INSEE市镇编码为42311。

## 政治
雅雷地区拉图尔所属的省级选区为索尔比耶县。

## 人口

1962-2008年间雅雷地区拉图尔人口变化图示

雅雷地区拉图尔于2022年1月1日时的人口数量为1484人。